# Bridgetown-Greenbushes Shire
Bridgetown-Greenbushes Shire är en kommun i Western Australia, Australien. Kommunen, som är belägen 260 kilometer söder om Perth, i regionen South West, har en yta på 1 340 kvadratkilometer, och en folkmängd, enligt 2011 års folkräkning, på 4 319. Huvudort är Bridgetown. Andra orter är Greenbushes, Hester och Yornup.
Kommunen bildades 1970 genom en sammanslagning av dåvarande kommunerna Bridgetown och Greenbushes.